# Некрасово (Бабаевский район)
Некрасово — деревня в Бабаевском районе Вологодской области.
Входит в состав Борисовского сельского поселения, с точки зрения административно-территориального деления — в Борисовский сельсовет.
Расстояние по автодороге до районного центра Бабаево составляет 66 км, до центра муниципального образования села Борисово-Судское — 4 км. Ближайшие населённые пункты — Занино, Порошино, Харчевня.
Население по данным переписи 2002 года — 12 человек.